# Stanisław Mazurkiewicz (profesor nauk technicznych)
Stanisław Mazurkiewicz (ur. 4 listopada 1937 w Tarnowie, zm. 5 października 2022) – polski naukowiec, inżynier mechanik, profesor nauk technicznych, pracownik Politechniki Krakowskiej.

## Życiorys
Ukończył I Liceum Ogólnokształcące im. Kazimierza Brodzińskiego w Tarnowie i w 1960 studia na Wydziale Mechaniczny Politechniki Krakowskiej. Od 1961 pracował na macierzystej uczelni, tam w 1967 obronił pracę doktorską Analiza własności mechanicznych poliamidów pod kątem przydatności do konstrukcji w świetle wyników badań Talonu X-A napisaną pod kierunkiem Stefana Ziemby, w 1976 uzyskał stopień doktora habilitowanego. W 1991 otrzymał tytuł profesora nauk technicznych.
Od 1982 kierował Zakładem Mechaniki Doświadczalnej, od 1992 Katedrą Mechaniki Doświadczalnej i Biomechaniki na macierzystym wydziale. Przeszedł na emeryturę w 2002, ale pozostał aktywny zawodowo.
W latach 2002–2008 był prezesem Towarzystwa Przyjaciół Pilzna i ziemi Pilźnieńskiej, następnie został jego członkiem honorowym.